# Gaston IV de Foix-Grailly
Gaston IV de Foix-Grailly (ur. 27 listopada 1422, zm. między 25 a 28 lipca 1472) – piętnasty hrabia Foix od 1436 roku. Syn Jana I de Foix-Grailly i Joanny d’Albret (córki Karola d’Albret).
W 1436 roku poślubił Eleonorę I (córkę Jana II, króla Aragonii, i Blanki I, królowej Nawarry). Z tego małżeństwa pochodzili:
- Gaston (1444-1470), książę Viany, mąż Magdaleny de Valois, księżniczki francuskiej. Ich dzieci kolejno rządziły Nawarrą po śmierci Eleonory: 
  - Franciszek Febus (1468-1483),
  - Katarzyna (1468-1517),
- Jan (1450-1500), wicehrabia Narbonne, ojciec królowej Germaine de Foix,
- Piotr (1449-1490), kardynał i biskup Arles,
- Jakub (1455-1500), hrabia Cortes, mąż Katarzyny de Beaumont,
- Maria (1452-1497), żona Wilhelma William VIII, markiza Montferrat,
- Joanna (1454-1476), żona Jana V, hrabiego Armagnac,
- Małgorzata (1458-1486), żona Franciszka II, księcia Bretanii,
- Katarzyna (ur. 1455), żona Gastona II de Foix, hrabiego Candale i Benauges,
- Izabela (1462-1470), żona Gwidona z Pons,
- Eleonora,
- Anna.